# Apple Remote
Apple Remote là thiết bị điều khiển từ xa được ra mắt trong hoặc sau tháng 10 năm 2005 bởi Apple Inc., sử dụng với một số sản phẩm của công ty bằng khả năng hồng ngoại của nó. Thiết bị ban đầu được thiết kế phục vụ việc tương tác với chương trình truyền thông Front Row trên iSight iMac G5 và tương thích với một số máy tính để bàn đời sau và máy tính xách tay Macintosh. Ba thế hệ đầu của Apple TV đã sử dụng Apple Remote là cơ chế kiểm soát chính của chúng. Thế hệ thứ tư sau đó đã được thay thế bằng Siri Remote. Trước khi ra mắt Apple Remote, Apple đã sản xuất một vài điều khiển từ xa IR không có tên, dùng cho các sản phẩm như Macintosh TV, băng rộng điều chỉnh TV và trình điều khiển PowerCD.

## Thiết kế

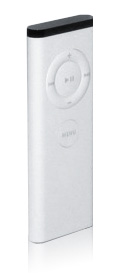
Nguyên bản của Apple Remote

Nguyên bản của Apple Remote được sản xuất với 6 nút bấm và được làm bằng chất liệu nhựa trắng. Hình dạng và cấu trúc của nó giống với các thế hệ iPod Shuffle đầu tiên. Nút bấm hình tròn Play/Pause/Select đặt ở chính giữa bốn nút lớn nhất (theo chiều kim đồng hồ): Volume Up, Next/Fast-forward, Volume Down và Previous/Rewind. Nút bấm riêng lẻ Menu được đặt ở phía dưới. Mức giá được đưa ra cho thiết bị là 29.00 đô la.
Tháng 10 năm 2009, điều khiển được thiết kế lại với phiên bản bằng nhôm mới mỏng hơn và dài hơn. Thiết bị điều khiển mới ra mắt cùng với iMacs bằng nhôm 27 inch và Magic Mouse đa cảm ứng. Nút bấm Play/Pause đã được di chuyển ra khỏi vị trí trung tâm của các nút bấm chỉ dẫn và được đặt bên cạnh nút bấm Menu (nằm bên dưới các nút chỉ dẫn). Các nút bấm Volume Up/Down và Next/Fast-forward đã được thay thế bằng các chấm nhỏ, để cho người dùng thấy rõ các nút di chuyển cũng có thể dùng để di chuyển lên, xuống, sang trái, và phải ngay trong menu. Tất cả các nút đều có màu đen và được làm nổi cùng nhôm. Với bản thiết kế mới, giá thành sản phẩm đã hạ xuống 19.99 đô la. Bản thiết kế mới hơn cũng đã trải qua một phiên bản thay đổi nhỏ với vòng điều hướng. Trong một vài phần trăm nhỏ các thiết bị điều khiển từ xa cũ, vòng điều hướng này nằm ngang với chỗ cong của thân thiết bị điều khiển bằng nhôm. Cách sửa chữa cho nó phổ biến hơn là làm nó nổi lên một chút; có lẽ để người dùng có thể dễ dàng tìm thấy vòng điều hướng hơn chỉ với cái chạm tay.
Việc thay pin CR2032 trong điều khiển từ xa ban đầu được thực hiện với một vật nhọn và nhỏ như kẹp giấy ở cạnh dưới cùng bên phải của thiết bị, nơi pin trượt ra trên khay. Phiên bản mới hơn có pin nằm phía sau một ngăn ở giữa thiết bị, được thực hiện bằng cách điều chỉnh đồng xu ở vết lõm cửa ngăn.

## Chức năng
Chức năng ban đầu của Apple Remote nhằm điều hướng trong Front Row, cho phép người dùng duyệt và phát nhạc, xem video (DVD và các tệp đã tải xuống) và duyệt ảnh. Mặc dù Front Row đã bị xoá bỏ từ OS X 10.7 và các đời sau, nhưng một vài phần mềm Apple vẫn có thể hoạt động với Apple Remote. Nó vẫn có thể được sử dụng để điều khiển các bản trình bày trong Apple Keynote (trên cả Intel Macs & PowerPC Macs), trình chiếu hình ảnh trong iPhoto và Aperture, chơi DVD thông qua DVD Player và phát video và audio trong iTunes và QuickTime. Một vài phần mềm khác tương thích với Apple Remote có thể kể đến như EyeTV 3.5 của Elgato và phương tiện phát VLC. Thiết bị vẫn có thể được sử dụng để trình chạy các bản trình bày trong Microsoft PowerPoint 2008 hay trong OpenOffice.org Impress.
Các chức năng khác có thể được điều khiển bởi Apple Remote có thể kể đến: đặt thiết bị vào chế độ nghỉ, chọn một phân vùng để khởi động và đẩy đĩa quang ra. Một thiết bị có thể được cấu hình để nó chỉ đáp ứng tín hiệu với một điều khiển từ xa cụ thể.

### iPod
IPod với kết nối dock cùng bộ cảm biến hồng ngoại có thể được điều khiển nhạc và các phương tiện bởi Apple Remote. Chức năng menu trên điều khiển từ xa không hoạt động trên iPod. Apple Remote cũng có thể dùng để điều khiển iPod Hi-Fi hoặc thiết bị của bên thứ ba phù hợp với nó.

### Boot Camp
Với bản đầu tiên Boot Camp 1.2, điều khiển từ xa đã có sẵn một số chức năng cho người dùng sử dụng hệ điều hành Windows. Nếu iTunes được cài đặt trên phân vùng Windows, nhấn nút Menu trên Apple Remote chương trình sẽ được tải. Chức năng điều khiển phương tiện của thiết bị cũng hỗ trợ cho Windows Media Player, cũng như các hệ thống điều khiển âm thanh. Các chương trình của bên thứ ba khác cũng có thể sử dụng các khả năng của thiết bị điều khiển từ xa; các ứng dụng phương tiện như foobar2000 và Media Player Classic cho phép người dùng kiểm soát các chức năng của chúng thông qua điều khiển từ xa. Các ứng dụng phải được tập trung cho thiết bị điều khiển từ xa để điều khiển được chúng. Boot Camp 5, phiên bản mới nhất của phần mềm, có luôn cả các trình điều khiển cho thiết bị điều khiển từ xa.

## Ứng dụng iOS
Apple cung cấp ứng dụng miễn phí 'Remote' cho các thiết bị iOS (có sẵn trong Apple App Store) cho phép việc điều khiển không dây của iTunes trên các máy tính Mac/Windows hoặc Apple TV

## Apple Tivi thế hệ thứ tư và Siri Remote

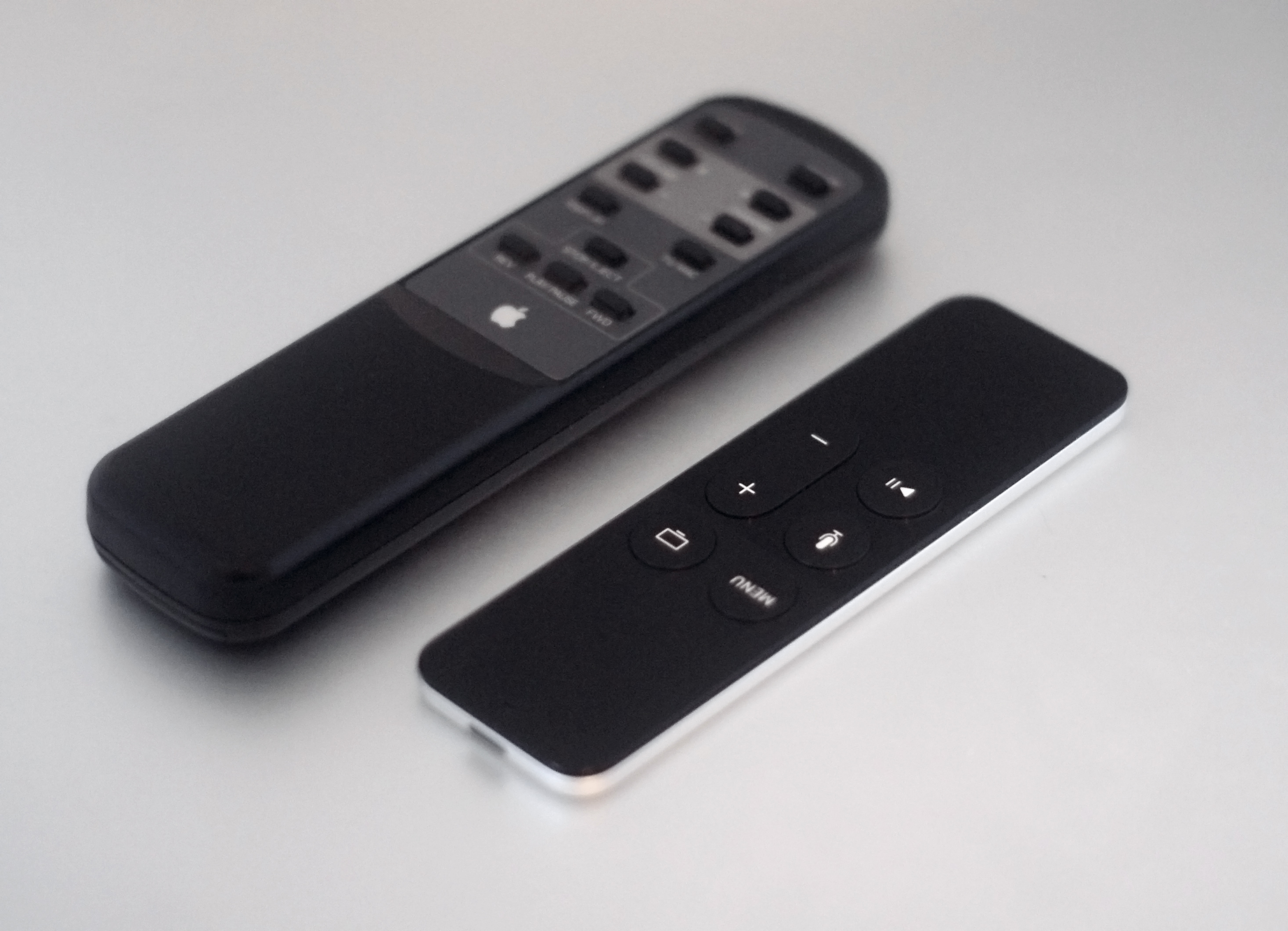
Siri Remote phía bên phải

Siri Remote được ra mắt cùng với Apple TV thế hệ thứ tư vào năm 2015. Thiết bị dùng cả IR và Bluetooth để giao tiếp với Apple TV. Điều khiển từ xa Siri gồm có bàn di chuột bằng kính, micrô kép, 5 nút bấm gồm Menu, Home, Siri, Play/Pause và nút Volume up and down được tính như 1 nút dù có kích cỡ tương đương 2 nút. Thêm vào đó, nó còn có gia tốc kế (IMU) và một con quay hồi chuyển cho phép Siri Remote được sử dụng làm bộ điều khiển trò chơi cho các ứng dụng và các trò chơi của tvOS. Điều khiển từ xa Siri (không giống như các thế hệ trước) sử dụng pin sạc tích hợp lithium polymer được sạc qua cổng kết nối Lightning ở phía dưới cùng của điều khiển từ xa. Siri Remote được gọi là Apple TV Remote ở những nơi không hỗ trợ cho Siri.

## Khả năng tương thích
| Kiểu        | Khả năng tương thích                        |
| ----------- | ------------------------------------------- |
| MacBook     | Ban đầu - Giữa năm 2009 (trừ White Unibody) |
| MacBook Air | Ban đầu - Giữa năm 2009                     |
| MacBook Pro | Ban đầu - Giữa năm 2012 (trừ Retina)        |
| iMac        | G5 iSight - Tháng 9 năm 2012                |
| Mac mini    | Đầu 2006 - Cuối 2014 (hiện hành)            |
| Mac Pro     | Không                                       |

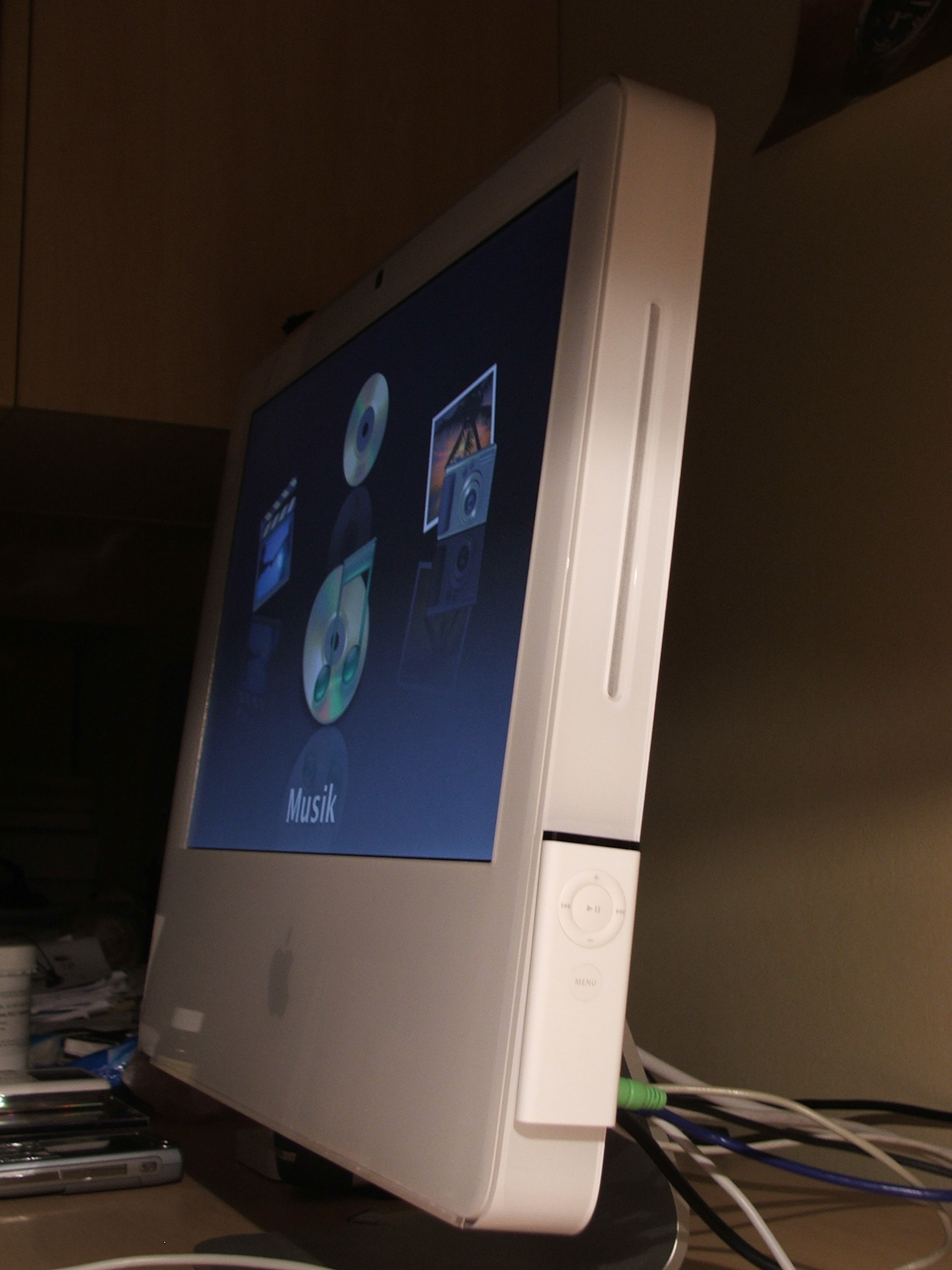

Các mô hình trước đó của iMac (Polycarbonate iMac) có phần thừa từ tính dành cho các thiết bị điều khiển từ xa, sau đó đã được bỏ đi.

### Sử dụng với MacBook Airs, Retina MacBook Pros và các thiết bị Macs cũ
Sử dụng Apple Remote với MacBook Air, MacBook Retina hoặc máy Macs cũ mà không có bộ thu IR tích hợp thì cần phải có bộ thu hồng ngoại dựa trên USB và phần mềm bổ sung từ bên thứ ba.
Sử dụng Remote Buddy (từ IOSPIRIT GmbH) hoặc mira (từ Twisted Melon), có thể kết nối với bộ thu USB bên ngoài như bộ thu Windows Media Center Edition eHome, và sử dụng Apple Remote trên các thiết bị này sẽ được hỗ trợ đầy đủ về chế độ nghỉ, ghép nối, phát hiện pin yếu và kiểm soát nhiều phần mềm của Apple và bên thứ ba. Ngoài ra, Remote Buddy cũng có thể mô phỏng các sự kiện của Apple Remote trên các hệ thống này, cho phép người dùng sử dụng phần mềm được viết cho Apple Remote với cách sử dụng giống hệt trên thiết bị Mac có tích hợp bộ thu hồng ngoại.
Ngoài ra, còn có một bộ thu USB thu nhỏ, cho phép người dùng khôi phục chức năng hồng ngoại của iMac, MacBook và Mac Pro. Trong trường hợp này, tất cả các phần mềm tương thích (iTunes, Keynote, PowerPoint, OpenOffice Impress, QuickTime Player, iPhoto, VLC, Kodi, Remote Buddy, Mira...) có thể sử dụng các tính năng của Apple Remote.

## Hiện tượng nhiễu hồng ngoại
Bởi vì có nhiều thiết bị điện tử sử dụng điều khiển từ xa hồng ngoại (IR) nên việc sử dụng đồng thời một Apple Remote cho các điều khiển từ xa IR khác nhau có thể xảy ra hiện tượng tranh giành tín hiệu và gây nhiễu, làm giảm sự ổn định. Vì vậy các thiết bị điều khiển từ xa nên được sử dụng riêng để không xảy ra sự cố.

## Chi tiết kỹ thuật

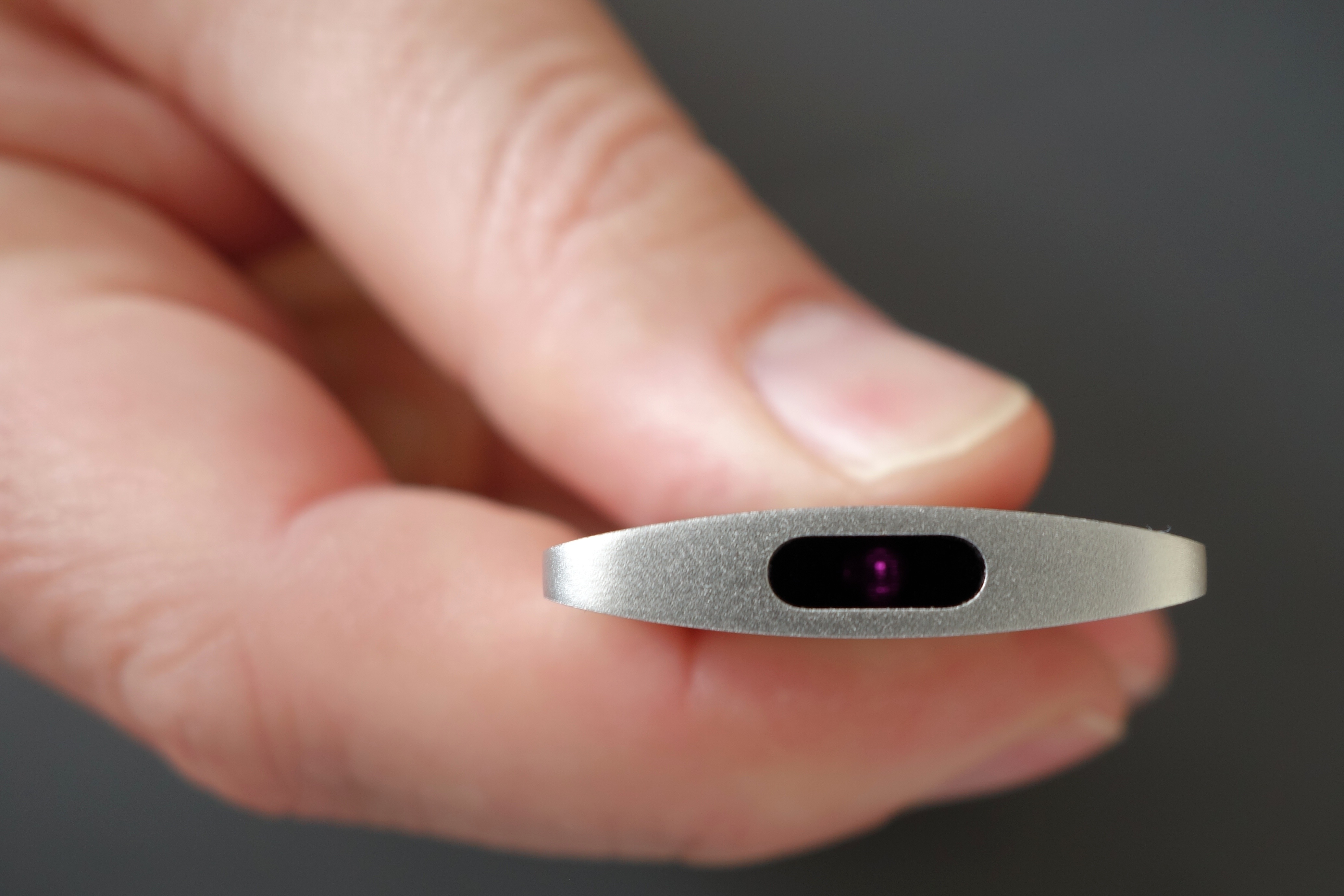
Apple Remote thế hệ thứ hai với ánh sáng LED hồng ngoại.

Apple Remote sử dụng giao thức truyền thông NEC IR bao gồm một PPM mã hoá vi phân sóng chứa hồng ngoại 950 nm 38 kHz chu kỳ nhiệm vụ 1:3. Có 32 bit dữ liệu được mã hóa giữa đầu điều khiển AGC và bit dừng:
| Protocol | bật (µs) | tắt (µs) | tổng (µs) |
| đầu      | 9000     | 4500     | 13500     |
| 0 bit    | 560      | 560      | 1120      |
| 1 bit    | 560      | 1690     | 2250      |
| dừng     | 560      | —        | 560       |
| -------- | -------- | -------- | --------- |

Trong khi Apple Remote sử dụng giao thức truyền thông NEC IR cho thời gian, gói dữ liệu 32 bit có dạng khác. Nó bao gồm 2 từ LSB 16 bit.
| Bit | Loại         | Nhận xét |
| --- | ------------ | --- |
| 11  | Vendor       | Luôn là 0x43f và có thể dùng để định dạng Apple Remote                                                                                                   |
| 5   | Command Page | 0x0 cho ghép đôi và các lệnh khác, 0xe cho các bút bấm khác                                                                                              |
| 8   | Device ID    | Một ID duy nhất cho mỗi thiết bị, được sử dụng để cho phép ghép nối điều khiển từ xa với một thiết bị cụ thể. Nó có thể được thay đổi bằng lệnh ghép đôi |
| 7   | Command      | Tất cả các lệnh cho Command Page |
| 1   | Odd parity   | Tất cả 32 bit được thêm vào cùng nhau phải bằng 1 |

Đây là bảng trang nội bộ (trang lệnh 0x00):
| Giá trị | Lệnh     | Mô tả                                                                                          |
| ------- | -------- | ---------------------------------------------------------------------------------------------- |
| 0x01    | Ghép đôi | Menu + Select trong 5s (ghép đôi và thêm ID thiết bị) hoặc Menu + Next trong 5s (chỉ ghép đôi) |
| 0x02    | Mặc định | Menu + Previous trong 5s                                                                       |
| 0x03    | Pin yếu  | Old (trắng) Apple Remote                                                                       |
| 0x07    | Pin yếu  | New Apple Remote                                                                               |

Đây là bảng lệnh (trang lệnh 0x0e):
| Giá trị | Nút             | Lệnh                                                   |
| ------- | --------------- | ------------------------------------------------------ |
| 0x01    | Menu            | Menu                                                   |
| 0x02    | Center          | Là nút Play/Pause và Selecte trong điều khiển từ xa cũ |
| 0x03    | Right           | Tiến tới/Tua nhanh                                     |
| 0x04    | Left            | Trước/Tua chậm                                         |
| 0x05    | Up              | Tăng âm lượng                                          |
| 0x06    | Down            | Giảm âm lượng                                          |
| 0x07    | Play+Up         | Play/Pause + Up nhấn cùng lúc                          |
| 0x08    | Play+Down       | Play/Pause + Down nhất cùng lúc                        |
| 0x09    | Play+Next       | Play/Pause + Next nhấn cungg lúc                       |
| 0x0a    | Play+Previous   | Play/Pause + Previous nhấn cùng lúc                    |
| 0x0b    | Menu+Up         | Menu + Up nhấn cùng lúc                                |
| 0x0c    | Menu+Down       | Menu + Down nhấn cùng lúc                              |
| 0x0d    | Menu+Play/Pause | Menu + Play/Pause nhấn cùng lúc                        |
| 0x0e    | Menu+Next       | Menu + Next nhấn cùng lúc                              |
| 0x0f    | Menu+Previous   | Menu + Previous nhấn cùng lúc                          |
| 0x2e    | Select          | Nút Select trên điều khiển mới                         |
| 0x2f    | Play/Pause      | Play/Pause trên điều khiển mới                         |